# Vigintas
Vigintas ist ein litauischer männlicher Vorname, abgeleitet von ginti (verteidigen).

## Personen
- Vigintas Višinskis (* 1962), Richter im Lietuvos apeliacinis teismas, Zivilprozessrechtler, Professor der Mykolas-Romer-Universität in Vilnius.